# Konstanty Olszewski
Konstanty Olszewski (ur. w 1836, zm. w 1910) – organizator i dowódca oddziału (w stopniu majora) w powstaniu styczniowym, dowódca kosynierów w oddziale Andrzeja Łopackiego.

## Życiorys
W 1863 r. przyłączył się do powstania, wraz z oddziałem, na wezwanie Dionizego Czachowskiego jako naczelnika wszystkich sił województwa sandomierskiego. Awansowany na stopień majora. Po powstaniu zamieszkał we Lwowie, gdzie był długoletnim urzędnikiem Wydziału Krajowego (od 1884 do 1906).
Zmarli powstańcy 1863 roku zostali odznaczeni przez prezydenta RP Ignacego Mościckiego 21 stycznia 1933 roku Krzyżem Niepodległości z Mieczami. 